# White Swan
White Swan é uma Região censo-designada localizada no estado norte-americano de Washington, no Condado de Yakima.

## Demografia
Segundo o censo norte-americano de 2000, a sua população era de 3033 habitantes.

## Geografia
De acordo com o United States Census Bureau tem uma área de
267,6 km², dos quais 267,6 km² cobertos por terra e 0,0 km² cobertos por água. White Swan localiza-se a aproximadamente 257 m acima do nível do mar.

## Localidades na vizinhança
O diagrama seguinte representa as localidades num raio de 24 km ao redor de White Swan.